# マシンロボ ぶっちぎりバトルハッカーズ
『マシンロボ ぶっちぎりバトルハッカーズ』は、葦プロダクションが製作し、テレビ東京系列局などで放送されたロボットアニメ作品である。キー局のテレビ東京では、1987年6月から12月までの間、毎週水曜日の18時00分 - 18時25分枠にて放送された。

## 概要
マシンロボシリーズ第二作目。総集編などの作中ナレーションでは、登場するマシンロボは前作『マシンロボ クロノスの大逆襲』最終話で新たな世界に旅立ったマシンロボたちで、前の世界での記憶は失われていることが語られていたが、最終話において舞台となった星は地球人の実験場であり、マシンロボたちも地球人が作り出した兵器であることが明かされた。前作主人公のロム・ストールは「伝説の戦士バイカンフー」として、その名や活躍する映像が語り継がれていた。なお、OVAの『レイナ剣狼伝説：ACTII』ではバトルハッカーズとロム・ストールの転生体が共闘したような描写があるが、本編の終盤でアールジェタンが「ここで、再び会う約束をした人間達が居るんでな...」というセリフから、共に戦ったアキラたちのことを覚えている演出がなされた。
特徴としては当時流行していた不良漫画のテイストがストーリーに取り入れられている。

## ストーリー
意思を持った機械生命体が住む電子惑星B-1。この星においてディラン総統率いる悪のグレンドス帝国と、コンピューターRIM率いるアルゴ共和国・マシンロボ軍団との激闘が長く続いていた。はみだし者部隊バトルハッカーズと、地球からの来訪者アキラたちは共に手を取りグレンドス軍に戦いを挑む。
この星に遭難したアキラたちとバトルハッカーズとの戦いと友情を中心として、マシンロボ軍団の痛快なバトルが繰り広げられる。やがて、「はみだし野郎」だったバトルハッカーズは軍団の中心的存在へと成長し、頑なだったRIMのプログラムにも「ぶっちぎり」の心を芽生えさせる。
物語のラスト、地球人はこの戦いとは無関係と、RIMはアキラたち一行を宇宙船で惑星外へ送り出すが、その惑星は、実は地球人の武器商人による実験場だったことが判明する。アキラたちは必ず戻ってくることを胸に誓い、バトルハッカーズと別れ地球への帰途へついた。

## 登場人物

### バトルハッカーズ
アールジェタン
声 - 大滝進矢
バトルハッカーズ隊長。不言実行型の頼れるリーダー。ロボット/ジェット/タンク/ロボジェットの四段階にモジュールチェンジ（変形）する。アールバズーカ、サブライフルを携帯。元々は別部隊に所属していたが、その時に部下をすべて失うという過去を持つ。
ガルザック
声 - 古田信幸
副隊長。非変形のマシンロボ。射撃の名手で、愛用の銃の名はガルファイヤーSP。テレビに繋げて遊べる玩具として商品化される予定があったが実現せず、メインキャラとして扱われたのは8話のみ。その後は戦闘に参加するのみとなり、20話からは一旦本編にも登場しなくなった。その後は29話から再登場している。
マッハブラスター
声 - 二又一成
主人公ロボット/ジェットモジュール/ブラスターモジュールの三タイプに変形。自称「烈風」の名を持つホワイトサンダーの隊長だったが、アキラたちを助けるために命令違反を犯しバトルハッカーズに配置替えとなった。命令よりも独断で先行するタイプ。会話する際にはマスクが開き口が露出する。放送回によって声優は流動的。また目は基本的にはゴーグル状だが、ツインアイで描かれる回もある。
ドリルクラッシャー
声 - 山寺宏一
ロボット/タンクモジュール/サイモジュールの三タイプに変形。プロトラックレーサーの後を追い、自ら志願してシルバーウルフからバトルハッカーズに転属となった。ロッドドリルの親友。
プロトラックレーサー
声 - 福田信昭→大塚芳忠→沢木郁也
トレーラーに変形。元々はシルバーウルフの隊長だったが、アキラたちを助けるために命令違反を犯しバトルハッカーズに配置替えとなった。荒くれ者の多いチーム中でも、実直で生真面目な性格。右腕に装備されたビッグブレーザーカノンが特徴。タフトレーラーのコンテナを連結することも出来る。前作『クロノスの大逆襲』ではタフトレーラーの兄だったが、本作品ではそれについては触れられていない。
ガッタイザウラー
声 - 山口健（ヘッダー：山口健、アバラー、レッガー、テイルダー）
四体の化石超人が合体してメカ恐竜に。合体後は歌舞伎のような口調になり、プロテクターが追加される。
ホイールマン
ホットロッドジョー
声 - 小野健一
F-1ジャック
声 - 小野健一→古田信幸
バギーウルフ
声 - 大塚芳忠→小野健一
ドラッグサム
声 - 速水奨（ナレーションも兼任）
以上の4体はホットロッドレースカーに変形。プロトラックレーサーの後を追い、自ら志願してシルバーウルフからバトルハッカーズに転属となった。
ロータリーキッド
声 - 大塚芳忠→古田信幸
戦闘ヘリコプターに変形。情報収集を得意とする。別任務についていたが、9話でバトルハッカーズに合流する。:
ツインカムジミー
声 - 鈴木勝美
オートバイに変形。エンジンの調子が悪いと不機嫌になり、やる気を無くしてしまう性格。別任務についていたが、キッドと同様に本隊へ合流。

#### ぶっちぎり隊
カタパルト・ロボシューター・ガイデン
声 - 鈴木勝美→沢木郁也→大塚芳忠
テスタロッサウィナー
トラックウィナー（トラックレーサーロボ）
声 - 古田信幸
ポリスウィナー
バギーウイナー（ダートロボ）
エフワンウイナー（レーサーロボ）
イーグルウィナー（ジェッターロボ）
声 - 古田信幸
ファイアーウイナー
ポルシェウイナー

#### シルバーウルフ隊
ロッドドリル
声 - 堀内賢雄
シルバーウルフをクビになったプロトラックの代理になった若き戦士。
(前作と顔のデザインが異なり、口が付いている。)
タフトレーラー、ビッグトレーラー、トレーラーロボ、ハイウェイロボ、二階バスロボ、ダンプロボ、ブルドーザーロボ、クレーンロボ、ミキサーロボ、フォークリフトロボ、パトカーロボ、ファイヤーロボ、救急車ロボ、清掃車ロボ、霊柩車ロボ、スチームロボ、新幹線ロボ、上越新幹線ロボ、コンバットバギー、バギーロボ、三輪バギーロボ、ジープロボ、オフロードロボ、スーパーカーロボ、ポルシェロボ、カウンタックロボ、スカイラインロボ、ミニクーパーロボ、エフワンロボ、バトルロボ、ミサイルタンクロボ、サブマリンロボ、バトルシップロボ、バイクロボ、ハーレーロボ、スクーターロボ、ヘリタンサー、トリムスパンサー、ジェットランサー、サイドランサー、ドリルヘリ

#### ホワイトサンダー隊
ブルージェット
声 - 大滝進矢
マッハブラスターの代わりに隊長になった戦士。
イーグルロボ
シャトルロボ
声 - 小野健一
ビッグシャトルロボ、アポロロボ、ハリアーロボ、ファルコンロボ、ファントムロボ、ブラックバードロボ、ゼロ戦ロボ、セスナロボ、ユーフォーロボ、ジャイロロボ、ダブルジェット

#### ブルードラゴン
ルビーマン
声 - 大塚芳忠
ダイヤマン
声 - 速水奨
アンバーマン

#### レッドナイツ
ケンドーロボ
カラテロボ
声 - 高宮俊介
ジュードーロボ、レスラーロボ、
ケンポーロボ
声 - 古田信幸
ボクサーロボ

#### 地球人
アマチ・アキラ
声 - 大倉正章
お調子者の熱血漢。戦闘ではジェットライザーに乗り込む。
初期設定ではロム・ストールの転生体とされていたが、本編では没となり採用されなかった。ただ、後に「スーパーロボット大戦Ｘ-Ω（クロスオメガ）」の限定イベントにて、その設定が改めて採用された。。
ルーク・スチュワート
声 - 堀内賢雄
冷静沈着な性格。戦闘ではバトルライザーに乗り込む。
ゼン小川
声 - 佐々木望
アキラを兄貴と慕う。本格的に戦闘に参加することはなかった。
ミア・ホワイト
声 - 松井菜桜子
あらゆる学科で優秀な成績を修める洞察力に長けた天才少女。戦闘ではパワーライザーに乗り込む。
パトリシア・ロングフェロー
声 - 天野由梨
さる財閥の令嬢だが歌手になることを親に反対されて家出した密航者。愛称はパット。本格的に戦闘に参加することはなかった。
初期設定ではレイナ・ストールの転生体とされていたが、本編では没となり採用はされなかった。ただ、アキラと同じく後に「スーパーロボット大戦Ｘ-Ω（クロスオメガ）」の限定イベントにてその設定が改めて採用され、日の目を見ることになった。。
マザーコンピューター・RIM
声 - 勝生真沙子
グランドホエールのマザーコンピューター。当初はマシンロボたちに命令を遵守することを求めており、命令違反した者は落ちこぼれとしてバトルハッカーズに配置替えさせていたが、その考えも徐々に変化していき、最終的にはバトルハッカーズの理解者となっていった。「伝説の戦士バイカンフー」を例に出してマシンロボたちに忠告する。
サイエンス
ライザーシリーズの製作者。リアル系でなくSD風のロボットである。
アイアンイーグル
声 - 鈴木勝美

### グレンドス
ディラン総統
声 - 大友龍三郎→加賀谷純一
グレンドスの権力者。その実体は地球の武器商人が開発した兵器を戦わせるために作られた「ブラックコンピューター」である。真相の露見を極端に恐れており、バトルハッカーズがグレンドス本部に入り込んだ場合には惑星B-1を消滅させるとまで言い切る。最終話でアキラにスイッチを切られ、マシンロボたちに永遠に戦い続けろと呪いの言葉を残して機能停止した。
ガクランダー
声 - 山口健
突撃隊隊長でディラン総統の腹心。専用の蛮刀・アームソードを武器とするほか、体に着ているガクランアーマーを脱ぎ、それを相手の体にまとわりつかせて拘束する能力もある。性格は過激かつ野蛮で、頭に血が昇ると味方ごと攻撃する危険な男。最終回でグレンドス本部に突撃してきたバトルハッカーズを交戦中の味方ごと核ミサイルで攻撃するが、間一髪で難を逃れたアールジェタンとの一騎討ちになる。最期はアールジェタンの手刀でアームソードをへし折られ、その切っ先が胸に突き刺さって爆死した。
カリアゲン
声 - 稲垣悟
突撃隊員。
ソリコンダー
声 - 稲葉実
元親衛隊員。性格が災いし突撃隊へ鞍替えする。
ヤーサンド
声 - 幹本雄之
親衛隊長。正々堂々とした性格で、卑怯な手段を使わない。ガクランダーとは犬猿の仲だが、最終話で彼が死んだときはそれを悲しんだ。その後バトルハッカーズの救援に駆けつけたグランドホエールの砲撃を受け、自分たちの戦いの意味は何だったのかと問いながら消滅した。
シブミダス
声 - 小野健一
親衛隊員。アールジェタンと一騎討ちに敗れ、爆死した。
リキミネス
声 - 稲葉実
親衛隊員。最終話でグレンドス本部に捕えたマッハブラスターに激しい拷問を加えるが、地下から侵入してきたドリルクラッシャーの手で彼が救出されると形成逆転。飛び蹴り一発であっさりと倒された。
スジ
声 - 二又一成
突撃隊員。筋を通したがる性格で、ソリコンダーが味方ごとアルゴ軍に攻撃を仕掛けようと言い出した時には筋が通らないと主張して反対した。
キズーン
保安隊隊長。クリスタルシティの廃ビルを基地として、アルゴ軍の動向を調べていた。アキラのバイク好きを利用して基地に捕らえ、自分たちのスパイとして洗脳しようとする。アキラを救出に来たバトルハッカーズの砲撃でビルが崩壊し、それに巻き込まれて死亡。
ガンツケー
声 - 山口健
保安隊員。キズーンの作戦に協力してアルゴ軍の情報を盗み取り、何度も友軍に勝利をもたらしていた。最後は基地を狙ったバトルハッカーズの砲撃が直撃して爆死する。
デビルサターン6
声 - 小野健一
グレンドスの科学力で、復活した六体合体鬼神。間抜けな性格は変わらない。
ウワッパー
空中戦闘型兵士。掌に爆弾投下機能を持つ。量産型で、いつもバトルハッカーズやアルゴ軍に破壊されるやられ役。
シタッパー
地上戦闘型兵士。腹部に二門のキャノン砲を固定装備、三連マシンガンを武器にする。こちらも量産型で、いつもバトルハッカーズやアルゴ軍に破壊されるやられ役。
パッツリ
ゼントリー
シノビス
イガーン
グルカ
テッポダマン
親衛隊兵士。能力はシタッパーとさほど変わらない。量産型のためか、いつもバトルハッカーズやアルゴ軍に破壊されるやられ役。
ツインテッポダマン
ジェットアーマーを装備した二体のテッポダマン。合体分離も可能。
ビビビブラック
軍の旗持ち。ビビビマウスの子孫である。
キャスモドン、ザリオス、バルダス、ファルゴス
元ギャンドラーの妖兵部隊。

## 用語
惑星B-1
マシンロボたちが住む機械惑星。元々は球体であったが爆発を起こし、星の残骸になった。
アルゴ軍
正義のマシンロボ軍団。バトルハッカーズをはじめシルバーウルフ、ホワイトサンダーの各部隊がある。
グランドホエール
マシンロボらアルゴ軍の基地。
ブラッド国

クリスタル・シティ
グランドホエールが存在するアルゴ共和国の首都。
グレンドス帝国
ディラン総統が指揮する悪の軍団。

## スタッフ
- 制作：佐藤俊彦
- 企画：嶋村一夫（読売広告社）、加藤博
- 監督：吉田浩
- シリーズ構成：園田英樹、岸間信明
- キャラクターデザイン：つるやまおさむ
- メカニックデザイン：やまだたかひろ、原口沢清
- 美術監督：東条俊寿
- 色彩設定：笠森美代子
- 撮影監督：福田岳志
- 音響監督：清水勝則
- 音楽：あかのたちお
- プロデューサー：江津兵太（テレビ東京）、大野実（読売広告社）、梅原勝
- 製作：テレビ東京、読売広告社、葦プロダクション

## 主題歌・挿入歌
オープニングテーマ - 「ぶっちぎりバトルハッカーズ」
作詞 - 水谷啓二 / 作曲・編曲 - あかのたちお / 歌 - 五十嵐寿也
オープニングのクレジットでは、「ぶっちぎりバドルハッカーズ」と誤表記されている。
エンディングテーマ - 「あと、一秒」
作詞 - 及川恒平 / 作曲・編曲 - あかのたちお / 歌 - 渡辺絵麻
オープニングのクレジットでは、「あと一秒」と表記されている。第21話の劇中では、自らが作った曲としてパトリシアがこの曲を歌っている。
挿入歌
「YOU ARE MY FRIEND」
作詞 - 水谷啓二 / 作曲・編曲 - あかのたちお / 歌 - 五十嵐寿也
「星のエトランゼ」
作詞 - 及川恒平 / 作曲・編曲 - あかのたちお / 歌 - 渡辺絵麻
上記4曲を収録したシングルレコードやCDは、いずれもユーメックス（東芝EMI〈現・ユニバーサル ミュージック ジャパン〉の関連レコード会社）より発売された。

## 放送リスト
| 話 | 放送日        | サブタイトル                           | 脚本              | 絵コンテ   | 演出       | 作画監督       |
| -- | ------------- | -------------------------------------- | ----------------- | ---------- | ---------- | -------------- |
| 1  | 1987年 6月3日 | 燃える電子の惑星                       | 園田英樹          | 吉田浩     | 吉田浩     | つるやまおさむ |
| 2  | 6月10日       | ジェットライザー緊急発進               | 園田英樹          | 上妻晋作   | 日下直義   | 勝亦祥視       |
| 3  | 6月17日       | 烈風マッハブラスター                   | 岸間信明          | 吉田浩     | 高橋信治   | 須田勝         |
| 4  | 6月24日       | 最強戦士アールジェタン                 | 園田英樹          | 山崎理     | 日下直義   | 勝亦祥視       |
| 5  | 7月1日        | クリスタル盗聴作戦                     | 岸間信明          | 西一       | 高橋信治   | 大和田直之     |
| 6  | 7月8日        | ジェットライザー全弾発射               | 園田英樹          | 吉田浩     | 日下直義   | 勝亦祥視       |
| 7  | 7月15日       | グッドラック号に戻れ                   | 岸間信明          | 高橋信治   | 高橋信治   | 大和田直之     |
| 8  | 7月22日       | 奪われたガルファイヤーSP（スペシャル） | 大野木寛          | 西一       | 日下直義   | 音無竜之介     |
| 9  | 7月29日       | ロータリーキッドとツインカムジミー     | 園田英樹          | 大町繁     | 高橋信治   | 大和田直之     |
| 10 | 8月5日        | クリスタリウム奪還作戦                 | 大野木寛          | 吉田浩     | 日下直義   | 音無竜之介     |
| 11 | 8月12日       | ニューマシンロボチーム登場             | 岸間信明          | 山崎理     | 日下直義   | 結城司         |
| 12 | 8月19日       | 泥まみれの決闘                         | 園田英樹          | 高橋信治   | 高橋信治   | 大和田直之     |
| 13 | 8月26日       | 危うしグランドホエール                 | 岸間信明          | 村山靖     | 山法寺五郎 | 花輪弘昌       |
| 14 | 9月2日        | ドリルクラッシャーの怒り               | 大野木寛          | 吉田浩     | 日下直義   | 音無竜之介     |
| 15 | 9月9日        | 死の電子炉を救え                       | 岸間信明          | 大町繁     | 高橋信治   | 大和田直之     |
| 16 | 9月16日       | 要塞衛星を破壊せよ                     | 大野木寛          | 吉田浩     | 日下直義   | 音無竜之介     |
| 17 | 9月23日       | アールジェタンの賭け                   | 園田英樹          | 高橋信治   | 高橋信治   | 大和田直之     |
| 18 | 9月30日       | マッハブラスターGOGOGO                 | 園田英樹          | 吉田浩     | 吉田浩     | -              |
| 19 | 10月7日       | 急げガッタイザウラー                   | 岸間信明          | 村山靖     | 日下直義   | 音無竜之介     |
| 20 | 10月14日      | ライザーパワーアップ                   | 大野木寛          | 吉田浩     | 野村和史   | 花輪弘昌       |
| 21 | 10月21日      | 奪われた秘密兵器                       | 園田英樹          | 山法寺五郎 | 日下直義   | 勝亦祥視       |
| 22 | 10月28日      | 標的はグランドホエール                 | 岸間信明          | 中村憲由   | 高橋信治   | 大和田直之     |
| 23 | 11月4日       | 戦場に咲く希望の花                     | 大野木寛          | 村山靖     | 村山靖     | 川筋豊         |
| 24 | 11月11日      | 疾れぶっちぎり野郎ども                 | 園田英樹          | 加戸誉夫   | 日下直義   | 勝亦祥視       |
| 25 | 11月18日      | 特殊指令RIMを破壊せよ                  | 岸間信明          | 吉田浩     | 牧野滋人   | 川筋豊         |
| 26 | 11月25日      | 炎の戦士アールジェタン                 | 園田英樹 早坂律子 | 吉田浩     | 吉田浩     | -              |
| 27 | 12月2日       | 突破せよ大地の果て                     | 大野木寛          | 高橋信治   | 高橋信治   | 大和田直之     |
| 28 | 12月9日       | 鉄の鷲 孤独のハンター                  | 園田英樹          | 村山靖     | 日下直義   | 高井由紀子     |
| 29 | 12月16日      | 熱砂の大戦車戦 急げジェット            | 岸間信明          | 牧野滋人   | 牧野滋人   | 門脇義弘       |
| 30 | 12月23日      | 捕われたマッハブラスター               | 大野木寛          | 吉田浩     | 田崎布夫   | 川筋豊         |
| 31 | 12月30日      | サラバ戦い永遠（とわ）に               | 園田英樹          | 吉田浩     | 日下直義   | 高井由紀子     |

## ネット局
- 同時ネット
  - テレビ東京 - テレビ大阪、テレビ愛知、テレビせとうち
- 時差ネット
  - 札幌テレビ（土曜 7:00 - 7:30、放送期間は1987年6月6日から1988年1月9日まで[2]）
  - 岩手放送（土曜 6:05 - 6:35）[3]
  - ミヤギテレビ
  - 山形放送
  - 福井テレビ（水曜 16:30 - 17:00、1988年1月13日まで放送）[4]
  - 静岡放送
  - KBS京都
  - 広島テレビ
  - 福岡放送
  - 熊本県民テレビ

## 漫画
- テレビランド連載 友杉たつや